# Eudorylas coloratus
Eudorylas coloratus är en tvåvingeart som först beskrevs av Becker 1898.  Eudorylas coloratus ingår i släktet Eudorylas och familjen ögonflugor. Arten är reproducerande i Sverige. Inga underarter finns listade i Catalogue of Life.